# Methuen Publishing
Methuen Publishing är ett brittiskt bokförlag. Det startades 1889 av Sir Algernon Methuen (1856–1924) och började publicera i London 1892. E.V. Lucas ledde bokförlaget åren 1924–1928.